# Бабаджан, Волкан
Волка́н Бабаджа́н (тур. Volkan Babacan; род. 11 августа 1988, Анталья или Antalya, Анталья) — турецкий футболист, вратарь клуба «Истанбул Башакшехир». Выступал за сборную Турции.

## Карьера

### Клубная
Волкан Бабаждан — воспитанник футбольного клуба «Сидеспор». В 2002 году оказался в системе подготовки «Фенербахче». С сезона 2003/04 голкипер играл за вторую команду клуба в чемпионате резервных команд. В сезоне 2006/2007 на правах аренды выступал за «Истанбулспор». Дебютировал за «жёлтых быков» 30 августа 2006 года в кубковом матче с «Зейтинбурнуспором», отыграв встречу без пропущенных голов. В дальнейшем Бабаджан сыграл за «Истанбулспор» ещё 1 матч в кубке и 11 — в первой турецкой лиге.
В сезоне 2007/2008 на счету Бабаджана было 2 матча, сыгранных в кубке Турции. Также футболист был заявлен в Лигу чемпионов, но ни одного матча на турнире не сыграл. В чемпионате Турции вратарь впервые вышел на поле 20 сентября 2008 года и отстоял «на ноль» матч против «Генчлербирлиги».
В дальнейшем по ходу сезона футболист сыграл ещё 5 матчей в чемпионате. В сезоне 2010/11 Волкан Бабаджан на правах аренды выступал за «Кайсериспор», а в первой половине следующего сезона — за «Манисаспор». Несмотря на то, что голкипер в 4 сыгранных матчах пропустил 11 мячей, в январе 2012 года клуб выкупил трансфер футболиста.
До окончания сезона 2011/12 основным вратарём «Манисаспора» был Илкер Авджибай.
Однако в чемпионате команда заняла предпоследнее место и выбыла в Первую лигу, после чего Авджибай перешёл в «Касымпашу», и место в воротах занял Бабаджан. За два следующих года он сыграл за клуб 65 матчей в Первой лиге, едва не вернувшись с командой в высший дивизион в сезоне 2012/13 (в финале плей-офф «Манисаспор» проиграл «Коньяспору»).
Следующим клубом в карьере Волкана Бабаджана стал «Истанбул Башакшехир». В стамбульской команде футболист дебютировал в матче чемпионата Турции с «Касымпашой» 30 августа 2014 года.
В 8 первых матчах сезона голкипер пропустил лишь 3 мяча, пять раз оставив свои ворота в неприкосновенности. У него был успешный сезон в качестве первого номера «Башакшехира» под руководством Абдуллы Авджи в сезоне 2015/2016.

### В сборной
Волкан Бабаджан выступал за юношеские сборные Турции различных возрастов, начиная с 16-летнего. Дважды (в 2004 и 2005 годах) голкипер принимал участие в чемпионатах Европы в составе сборной до 17 лет, причём в 2005 году помог команде выиграть турнир и в октябре того же года сыграл на юношеском чемпионате мира. В 2006 году Бабаджан был участником чемпионата Европы в составе сборной 19-летних.
На турнире вратарь сыграл 2 матча и пропустил 8 голов.
С 2005 по 2010 год Бабаджан выступал за молодёжную сборную Турции. В мае 2014 года, ещё будучи игроком клуба второго дивизиона, голкипер стал вызываться в состав главной сборной страны, но до октября оставался на скамейке запасных. 13 октября 2014 года Волкан Бабаджан сыграл первый матч за национальную команду (отборочный к чемпионату Европы со сборной Латвии). На чемпионате Европы 2016 года во Франции он был основным вратарём сборной Турции и сыграл во всех трёх играх. Турция из группы не вышла.

## Достижения
«Фенербахче»
- Обладатель Суперкубка Турции (2): 2007, 2009

«Истанбул Башакшехир»
- Чемпион Турции: 2019/20

Сборная Турции (до 17 лет)
- Чемпион Европы среди юношей: 2005

## Статистика
| Клуб                | Сезон            | Лига             | Лига | Лига | Кубки | Кубки | Континентальные кубки | Континентальные кубки | Прочее | Прочее | Итого | Итого |
| Клуб                | Сезон            | Дивизион         | Игры | Голы | Игры  | Голы  | Игры                  | Голы                  | Игры   | Голы   | Игры  | Голы  |
| ------------------- | ---------------- | ---------------- | ---- | ---- | ----- | ----- | --------------------- | --------------------- | ------ | ------ | ----- | ----- |
| Истанбулспор        | 2006/07          | II               | 11   | -16  | 2     | -5    | 0                     | 0                     | 0      | 0      | 13    | -21   |
| Фенербахче          | 2007/08          | I                | 0    | 0    | 2     | -3    | 0                     | 0                     | 0      | 0      | 2     | -3    |
| Фенербахче          | 2008/09          | I                | 6    | -6   | 9     | -6    | 0                     | 0                     | 0      | 0      | 15    | -12   |
| Фенербахче          | 2009/10          | I                | 0    | 0    | 2     | -2    | 0                     | 0                     | 0      | 0      | 2     | -2    |
| Фенербахче          | Всего            | Всего            | 6    | -6   | 13    | -11   | 0                     | 0                     | 0      | 0      | 19    | -17   |
| Кайсериспор         | 2010/11          | I                | 4    | -3   | 0     | 0     | 0                     | 0                     | 0      | 0      | 4     | -3    |
| Манисаспор          | 2011/12          | I                | 4    | -11  | 1     | -2    | 0                     | 0                     | 0      | 0      | 5     | -13   |
| Манисаспор          | 2012/13          | II               | 34   | -27  | 0     | 0     | 0                     | 0                     | 3      | -3     | 37    | -30   |
| Манисаспор          | 2013/14          | II               | 31   | -38  | 0     | 0     | 0                     | 0                     | 0      | 0      | 31    | -38   |
| Манисаспор          | Всего            | Всего            | 69   | -76  | 1     | -2    | 0                     | 0                     | 3      | -3     | 73    | -81   |
| Истанбул Башакшехир | 2014/15          | I                | 8    | -3   | 0     | 0     | 0                     | 0                     | 0      | 0      | 8     | -3    |
| Всего за карьеру    | Всего за карьеру | Всего за карьеру | 98   | -104 | 16    | -18   | 0                     | 0                     | 3      | -3     | 117   | -125  |

Источники: Tff.org.tr Архивная копия от 18 сентября 2018 на Wayback Machine, Footballdatabase.eu Архивная копия от 24 сентября 2015 на Wayback Machine